# Centro Dragão do Mar de Arte e Cultura
O Centro Dragão do Mar de Arte e Cultura (CDMAC) é um centro cultural, um dos maiores do Brasil, localizado em Fortaleza, Ceará. São 30 mil metros quadrados de área dedicada à arte e à cultura, com atrações como o Museu da Cultura Cearense, o Museu de Arte Contemporânea do Ceará, Planetário Rubens de Azevedo, Teatro Dragão do Mar, Salas do Cinema do Dragão, Anfiteatro Sérgio Mota, Espaço Rogaciano Leite Filho, Biblioteca Leonilson, Auditório, Multigalerias e espaços para exposições itinerantes e a Praça Verde, que abriga mais de quatro mil pessoas e também grandes shows nacionais e internacionais.

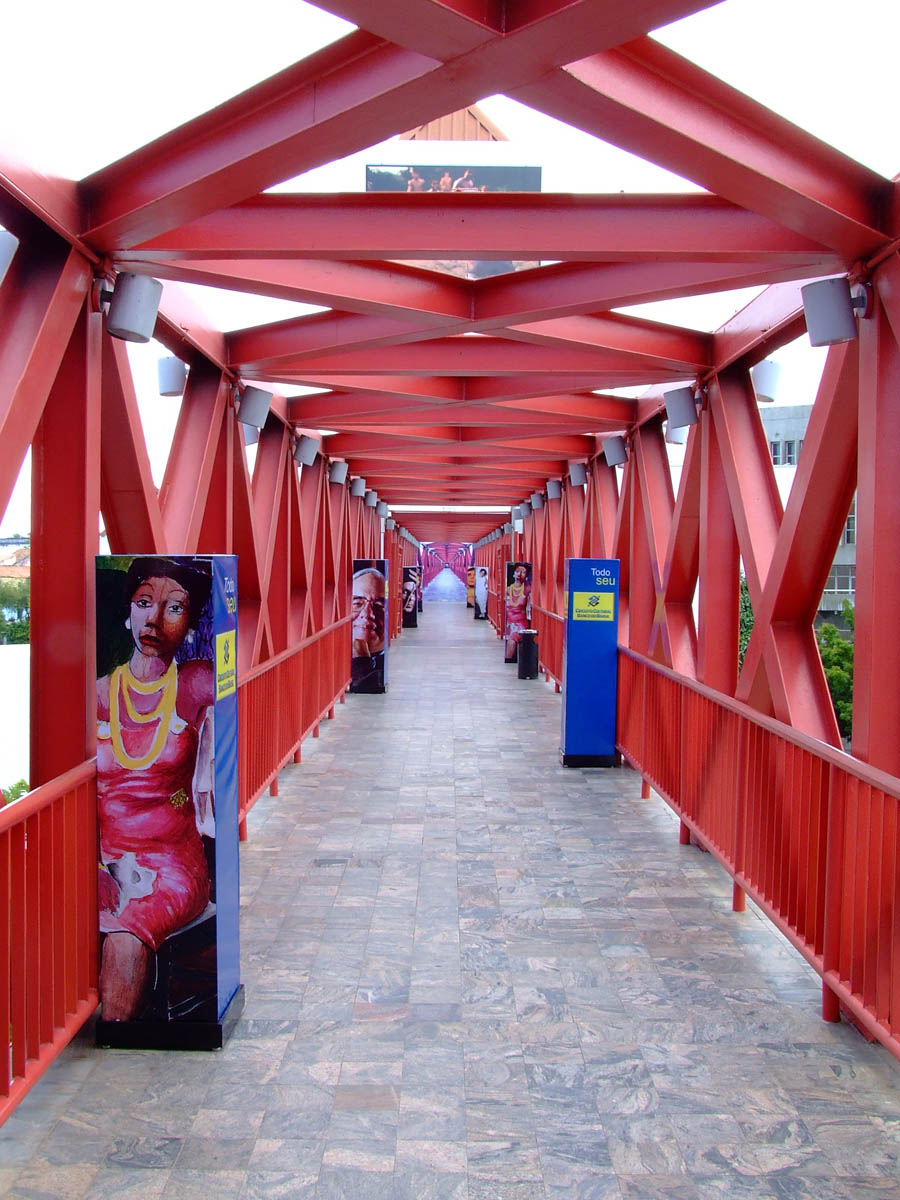
Ponte sobre o Espaço Rogaciano Leite Filho.

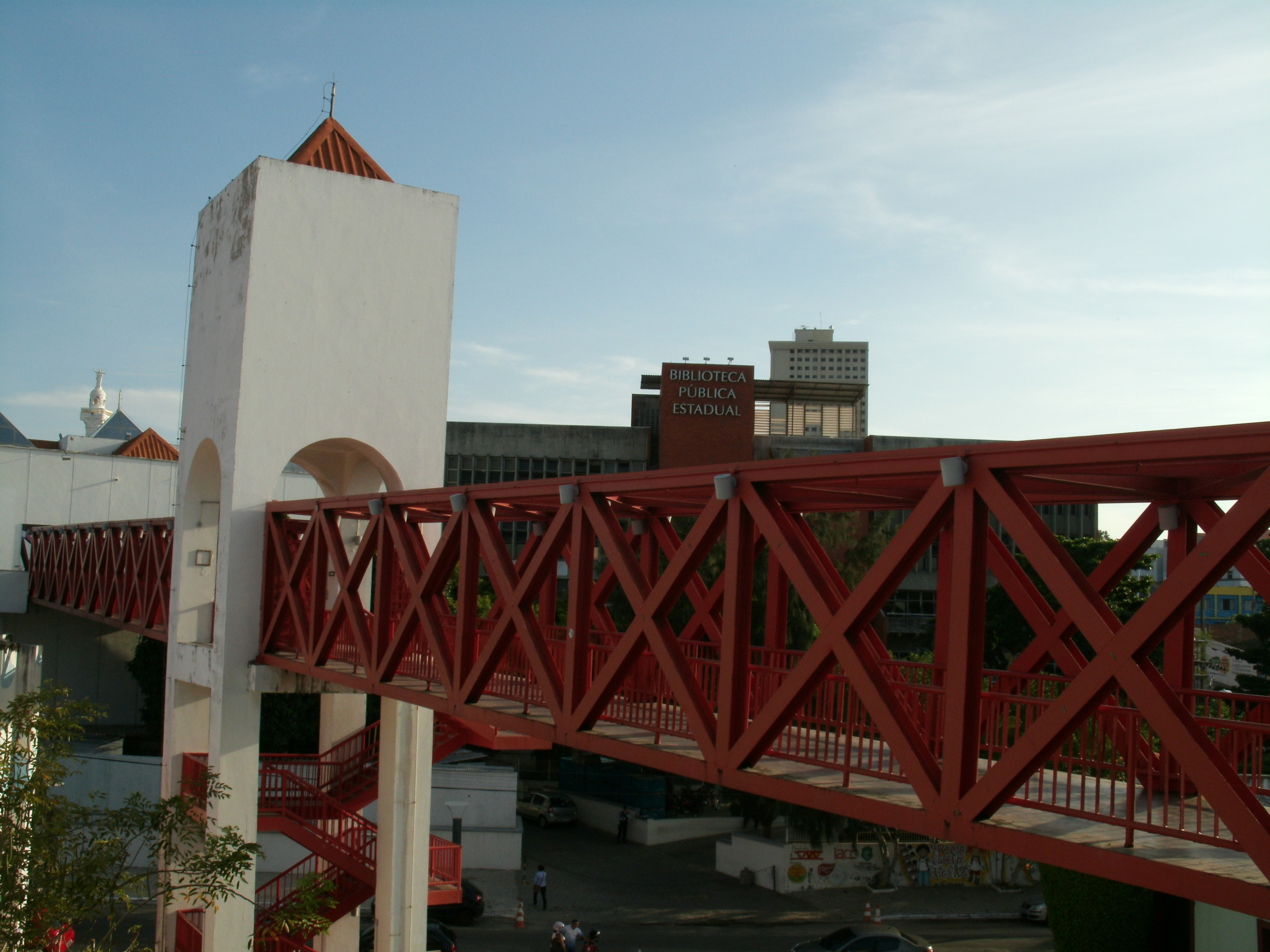
Centro Cultural - Dragão do Mar

O Instituto Dragão do Mar é a organização social responsável pela gestão e execução das políticas públicas do Centro Dragão do Mar de Arte e Cultura e de outras dez (10) instituições de cultura, esporte e gastronomia do Ceará. São elas: Escola Porto Iracema das Artes, Escola de Artes e Ofícios Thomas Pompeu Sobrinho, Centro Cultural Grande Bom Jardim, Cine Teatro São Luiz, Teatro José de Alencar, Escola de Gastronomia Social Ivens Dias Branco, Escola de Hotelaria e Gastronomia da Estação das Artes, Casa dos Saberes Cego Aderaldo, Vila da Música e Centro de Formação Olímpica.
O Centro Dragão do Mar é um espaço destinado ao encontro das pessoas, ao fomento e à difusão da arte e da cultura. Foi criado pelo então secretário da Cultura e atual Presidente do Instituto Dragão do Mar, o sociólogo e jornalista Paulo Linhares, durante a gestão do então Governador do Estado do Ceará, Ciro Gomes, na década de 90. O espaço foi entregue à população pelo governador Tasso Jereissati, em 28 de abril de 1999.
O Instituto de Arte e Cultura do Ceará (IACC), hoje nomeado de Instituto Dragão do Mar, foi a primeira Organização Social (OS) criada no Brasil na área da Cultura, tendo sido qualificada pelo Governo do Ceará em 03 de Julho de 1998. O nome Dragão do Mar é uma homenagem ao histórico personagem cearense Chico da Matilde, jangadeiro símbolo do movimento abolicionista no estado, que, em 1881 recusou-se a transportar escravos para serem vendidos no sul do país.

## Espaço Cultural

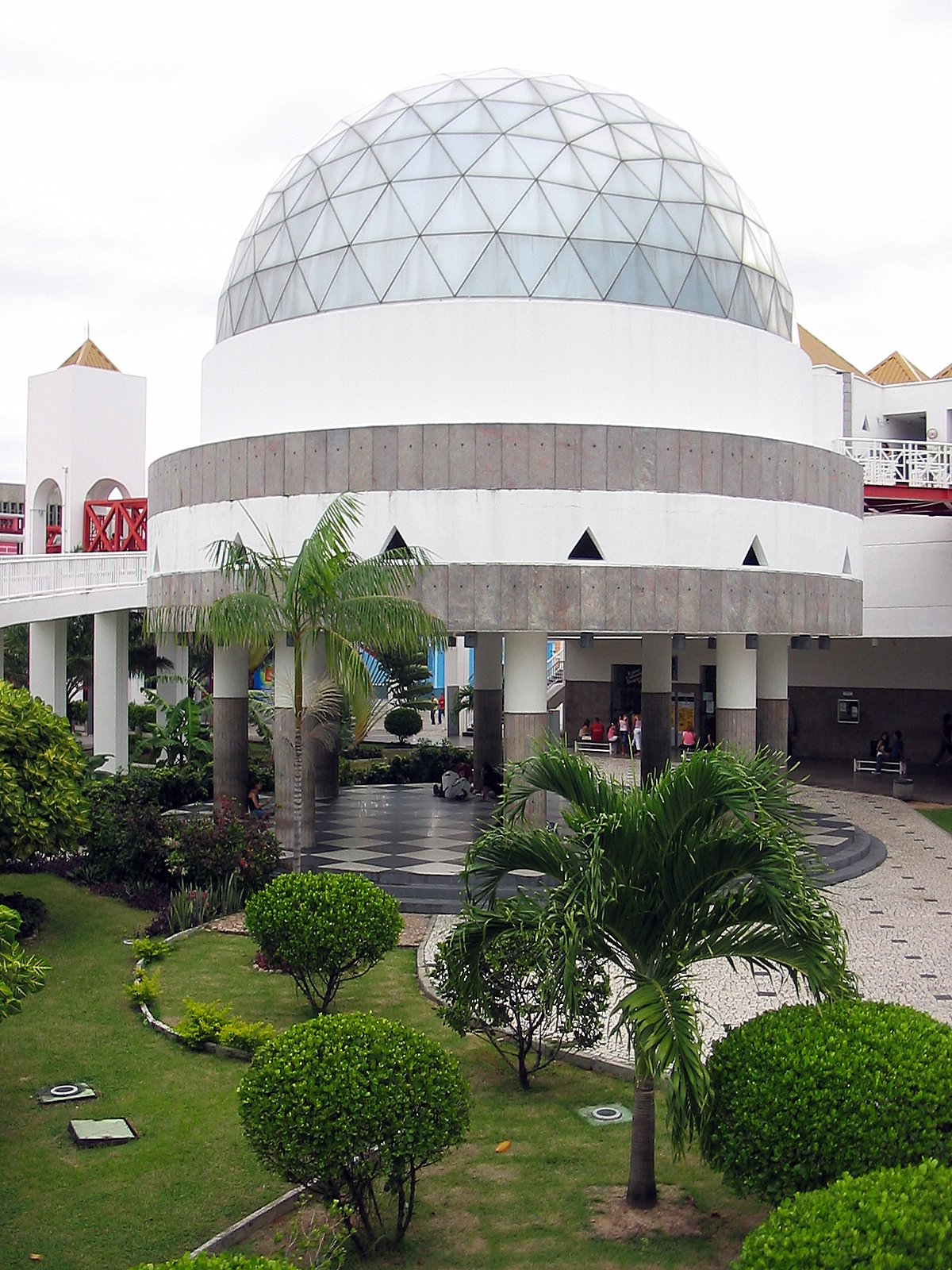
Planetário Rubens de Azevedo do CDMAC.

O CDMAC congrega vários espaços destinados à realização das mais diferentes atividades, onde o lazer urbano, a produção e difusão da artística e cultural são o foco objetivo.
Nos seus quase 30 mil metros quadrados de área de convivência, o Centro inclui espaços como o Museu da Cultura Cearense, o Museu de Arte Contemporânea, uma moderna sala teatro, duas salas de cinema de ponta, o Planetário Rubens de Azevedo, o Anfiteatro Sérgio Mota, um auditório, a Praça Verde e salas de aula.
- Biblioteca Estadual do Ceará: Denominada de Biblioteca Pública Menezes Pimentel, localizada ao lado do complexo do Centro Dragão do Mar de Arte e Cultura, viabiliza a entrada dos visitantes por dois acessos, um pela Avenida Presidente Castelo Branco e outro pela entrada principal do Centro Dragão do Mar. Importante fonte de pesquisa para estudantes, professores e pesquisadores, a Biblioteca Pública Governador Menezes Pimentel possui um acervo composto por 70 mil volumes e 40 mil títulos.

A Biblioteca Pública do Ceará dispõe do quarto maior acervo de obras raras do Brasil, das quais se destacam a coleção de jornais do século XIX e livros do século XV.
- Museu da Cultura Cearense - MCC Dragão do Mar: é um espaço de 800 metros quadrados, dividido em seis salões, dedicado à história, produção artística e cultura popular cearenses. É um museu etnográfico que tem como proposta promover a difusão e a fruição do Patrimônio Cultural do Estado do Ceará, aplicando ações museológicas de pesquisa, preservação e comunicação, visando à inclusão e ao desenvolvimento sociocultural. O MCC abriga hoje duas exposições permanentes: a "Vaqueiros", que é uma exposição lúdica, de caráter didático, percorre o universo do vaqueiro a partir da ocupação do território cearense pela pecuária até a atualidade. Utiliza cenografia, imagens e objetos ligados ao cotidiano do vaqueiro; e a exposição "Brinquedo - A arte do movimento".
- Museu de Arte Contemporânea - MAC Dragão do Mar: ocupa 700 metros quadrados de área distribuídos em dois pavimentos, com um total de onze salas de exposição. O MAC intensificou sua campanha de ampliação do acervo, coletando doações e adquirindo peças significativas. Atualmente, conta com mais de mil obras em seu acervo, permitindo, além de pesquisas, a realização de exposições temáticas. As peças são de autoria de artistas plásticos brasileiros e estrangeiros. Também estão sob a guarda do MAC peças da Pinacoteca do Estado e do acervo do pintor Antônio Bandeira.
- Planetário Rubens de Azevedo: construído com tecnologia alemã, está entre os mais modernos do mundo, é o único no Brasil a projetar o arco-íris, através de 20 projetores multimídia. Tem capacidade para 90 pessoas e apresenta três sessões diárias, proporcionando grandes espetáculos na observação detalhada de estrelas, planetas e galáxias.

## Arquitetura
A arquitetura do Centro Dragão do Mar é caracterizada por suas linhas arrojadas, concebidas pelos arquitetos Fausto Nilo e Delberg Ponce de Leon, que contrastam com os casarões do centro histórico de Fortaleza, construídos no início do século passado. Erguido em uma antiga área portuária, o centro possui em seu entorno, uma série de bares, boates, restaurantes, lojas de artesanato, corredores comerciais, espaços culturais e teatros.